# Ouhai
Ouhai är ett stadsdistrikt Wenzhou i Zhejiang-provinsen i östra Kina.
Befolkningen uppgick till 835 607 invånare vid folkräkningen år 2000. Distriktet var år 2000 indelat i ett gatuområde (jiedao), femton köpingar (zhèn) och sju socknar (xiāng). De största orterna, med invånarantal år 2000, är Yongzhong (161 444) och Wuyan (122 337). Distriktet har kust mot Östkinesiska havet i öster. 